# Гюссен
Гюссен (нід. Huissen, нід. вимова: [ˈɦysə(n)]) — місто в нідерландській провінції Гелдерланд на західному березі Недеррейна. Входить до муніципалітету Лінгевард.
Уперше згадується 814 року, а 1314 року отримало права міста. До 2001 року мало статус окремого муніципалітету.

## Галерея

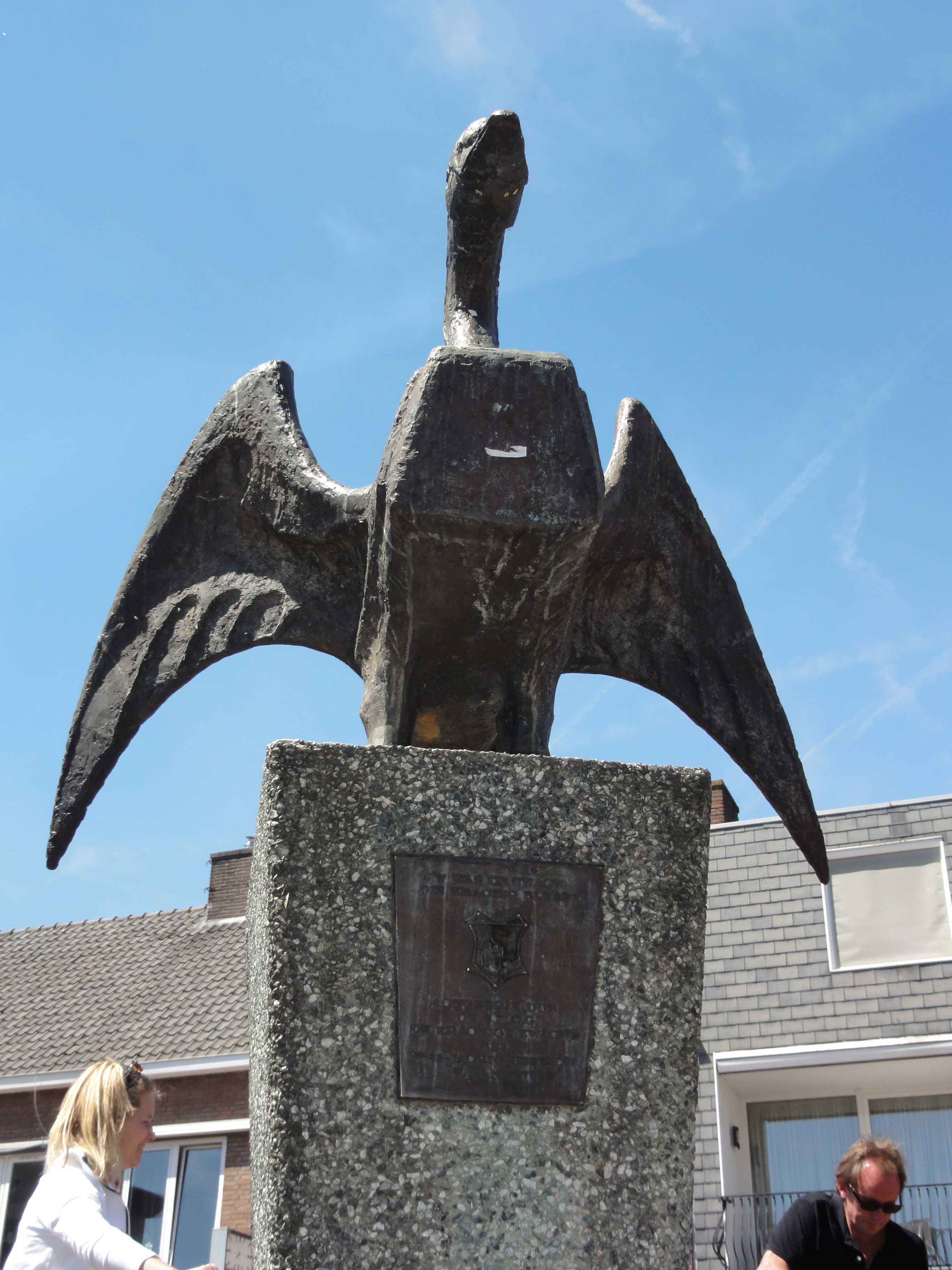
Статуя лебедя
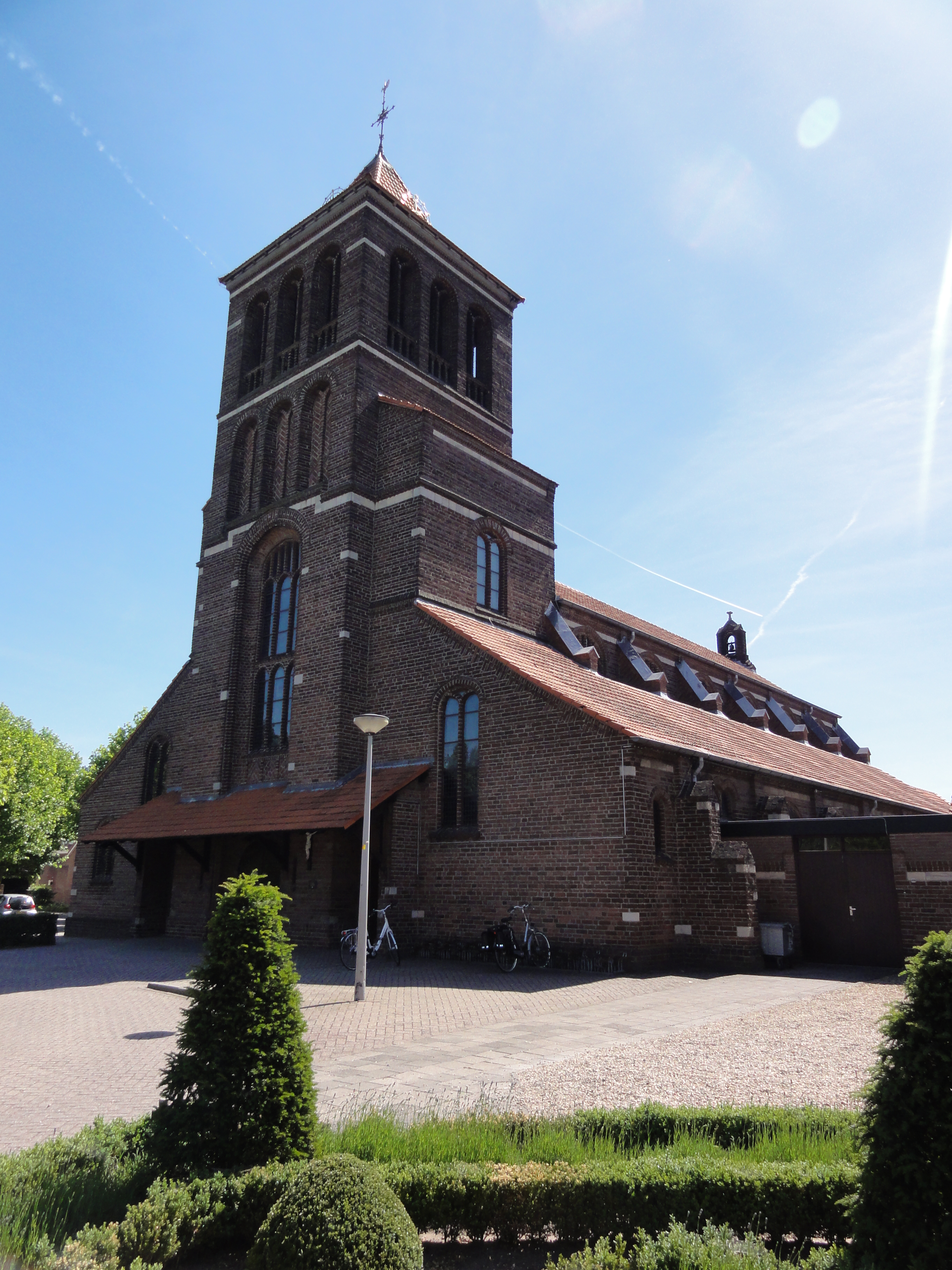
Церква у місті
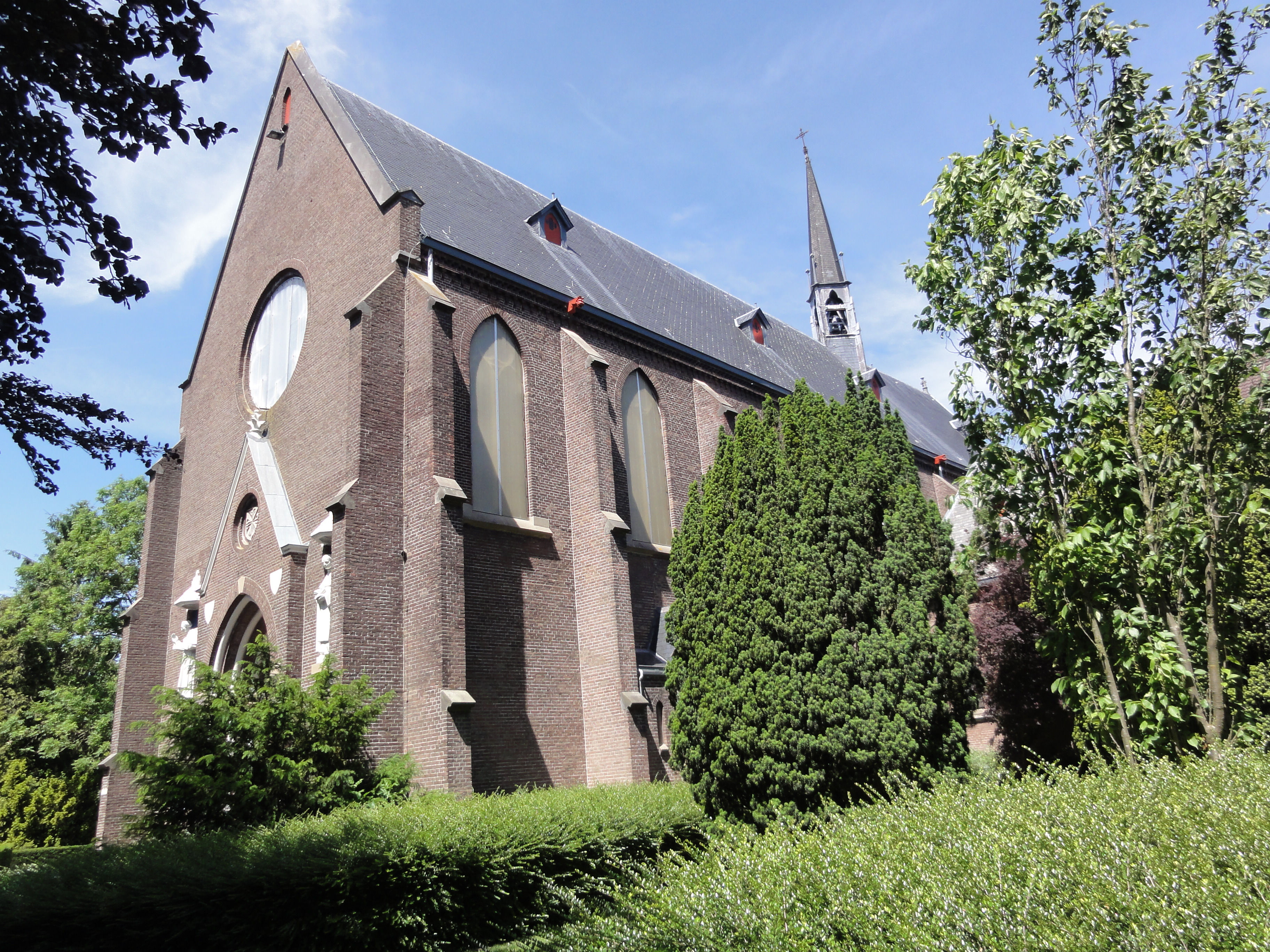
Домініканський монастир
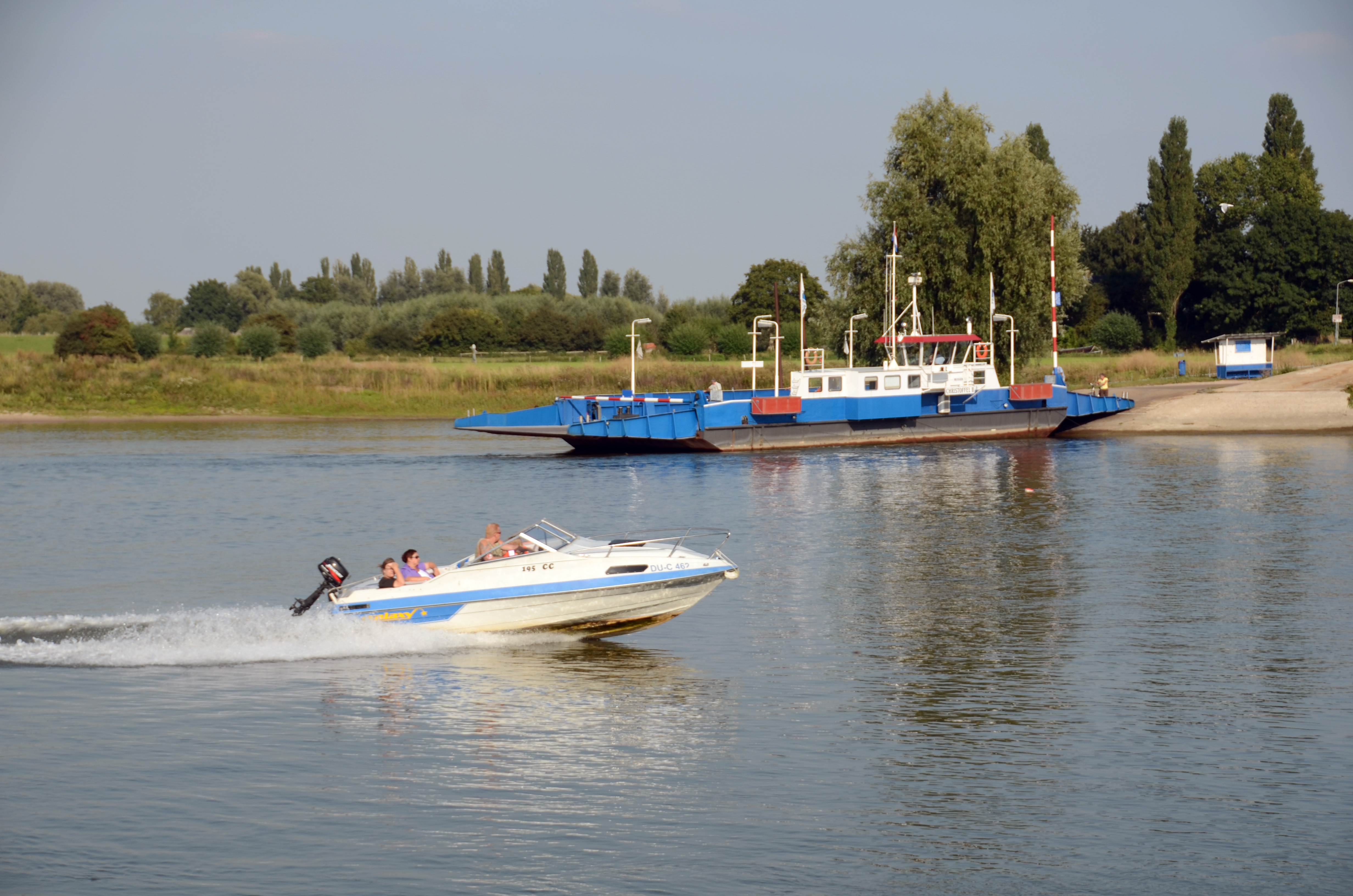
Паром через Недеррейн
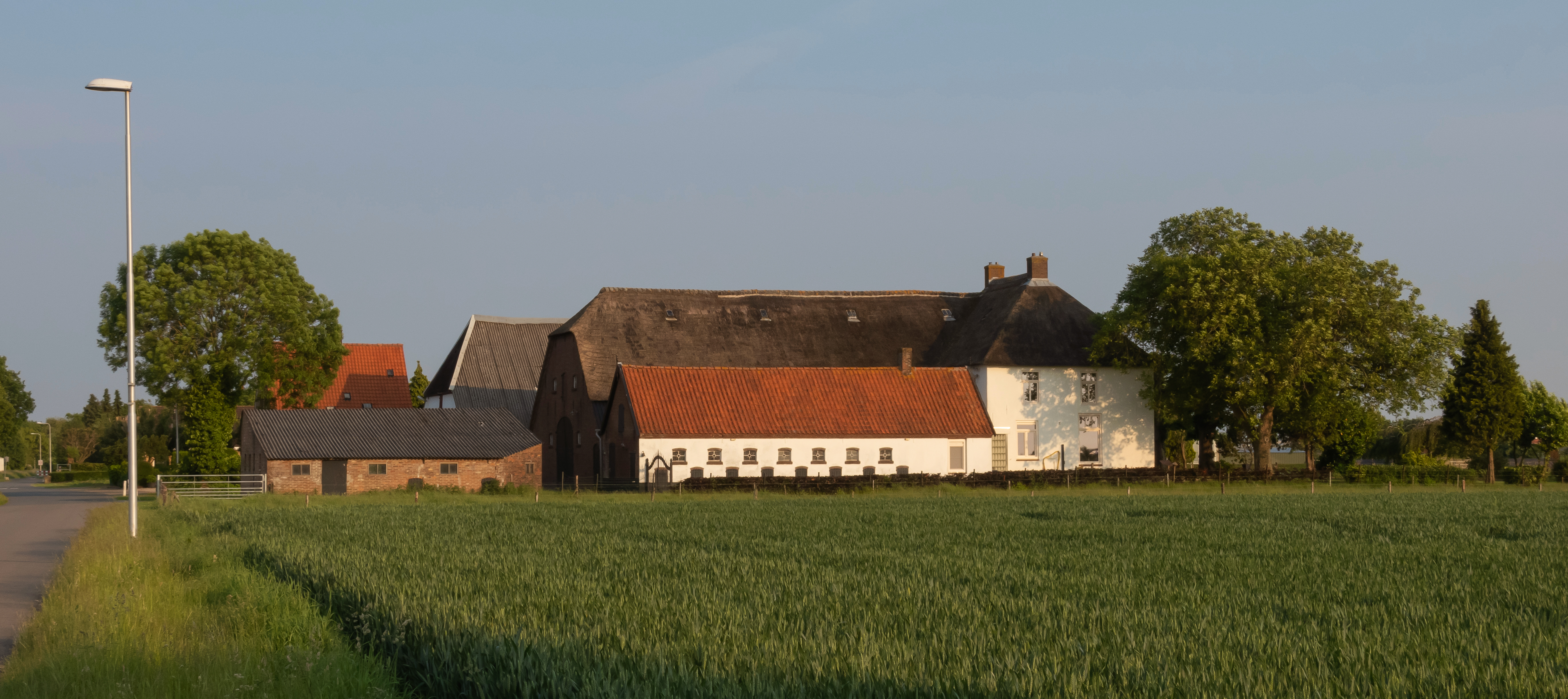
Ферма